# Werner Müller (Philosoph)
Werner Oskar Artur Müller (* 15. Juni 1922 in Leipzig; † 19. September 2006 ebenda) war ein deutscher marxistischer Philosoph.

## Leben
Müller studierte von 1949 bis 1952 Geschichte und Germanistik an der Pädagogischen Fakultät der Universität Leipzig. Nach der Promotion 1958 zum Dr. phil. im Fach Philosophie an der 1953 in Karl-Marx-Universität umbenannten Einrichtung war er von 1958 bis 1966 Dozent für Dialektischen und Historischen Materialismus an der dortigen Philosophischen Fakultät. Nach der Habilitation 1965 war er ab 1966 dort Professor für Historischen Materialismus.

## Schriften (Auswahl)
- Über Wege und Irrwege geschichtlichen Denkens. Ein Beitrag zur Kritik geschichtsphilosophischer Anschauungen Theodor Litts. 1958.
- Theodor Litt – Apologet der „Freiheit“ im Bonner Staat. Vortrag, gehalten auf der Wissenschaftlichen Arbeitstagung der Fachrichtung dialektischer und historischer Materialismus des Instituts für Marxismus-Leninismus der Karl-Marx-Universität am 14. März 1959. Leipzig 1959.
- Gesellschaft und Fortschritt. Eine philosophische Untersuchung. Berlin 1966.
- mit Hans Schultz: Die Pionier- und Vorbildrolle der Sowjetunion. Berlin 1978.